# Fachmutdin Chodżajew
Fachmutdin Chodżajew (ros. Фахмутдин Ходжаев, ur. 1915, zm. 27 kwietnia 1975 w Taszkencie) – działacz partyjny i państwowy Uzbeckiej SRR.

## Życiorys
Był Uzbekiem. Uczył się w Taszkenckiej Akademii Przemysłowej, a 1937-1940 w Taszkenckim Instytucie Tekstylnym, od 1940 należał do WKP(b), w 1941 był instruktorem Komitetu Miejskiego Komunistycznej Partii (bolszewików) Uzbekistanu w Taszkencie i dyrektorem fabryki w Taszkencie. W latach 1941–1946 służył w Armii Czerwonej, walczył w wojnie z Niemcami na Froncie Południowo-Zachodnim, 4 Ukraińskim i Nadbałtyckim, po demobilizacji został sekretarzem KP(b)U w Taszkencie, potem do 1949 kierował Głównym Zarządem Przemysłu Szewsko-Obuwniczego Rady Ministrów Uzbeckiej SRR, 1949-1950 był słuchaczem kursów przy KC WKP(b). W latach 1950–1956 był przewodniczącym Zarządu Uzbeckiej Republikańskiej Rady Kooperacji Przemysłowej, a 1956-1957 przewodniczącym Komitetu Wykonawczego Taszkenckiej Rady Obwodowej, w 1957 zaocznie ukończył Wyższą Szkołę Partyjną przy KC KPZR, 1957-1959 był I sekretarzem Komitetu Miejskiego KPU w Taszkencie. Następnie został ministrem przemysłu odzieżowego Uzbeckiej SRR i przewodniczącym Sownarchozu Fergańskiego Ekonomicznego Rejonu Administracyjnego, od sierpnia 1960 do 1965 był zastępcą przewodniczącego Sownarchozu Uzbeckiej SRR, 1965-1968 ministrem przemysłu bawełnianego Uzbeckiej SRR, następnie 1968-1975 ministrem przemysłu lekkiego Uzbeckiej SRR.

## Odznaczenia
- Order Lenina
- Order Rewolucji Październikowej
- Order Czerwonego Sztandaru Pracy (trzykrotnie)
- Order Czerwonej Gwiazdy (dwukrotnie)
- Medal „Za zasługi bojowe”